# George W. Campbell
George Washington Campbell, född 9 februari 1769 i Skottland, död 17 februari 1848 i Nashville, Tennessee, var en amerikansk politiker (demokrat-republikan).
Han utvandrade 1772 med föräldrarna från Skottland till North Carolina. Han utexaminerades 1794 från College of New Jersey (numera Princeton University). Därefter läste han juridik och blev advokat i Knoxville.
Han var ledamot av USA:s representanthus från Tennessee 1803-1809. Han lämnade USA:s kongress för att bli domare i delstaten Tennessees högsta domstol, men återvände redan 1811 till huvudstaden som ledamot av USA:s senat. Han var i senaten till 1814, när han avgick för att bli USA:s finansminister under James Madison.
Statsfinanserna var i dåligt skick på grund av 1812 års krig. Kongressen hade inte förnyat nationalbanken First Bank of the United States tillstånd efter 1811. Det var svårt att hitta finansiering för krigföringen och Campbell måste övertyga medborgare att köpa obligationer. Han var tvungen att möta gäldenärnernas villkor och sälja till mycket hög ränta. Storbritannien ockuperade dessutom Washington, D.C. i september 1814 och USA:s kreditvärdighet sjönk ytterligare. Campbell misslyckades i sina fortsatta försök att få in pengar genom försäljning av statsobligationer och han avgick i oktober 1814 efter åtta månader i ämbetet, desillusionerad och vid dålig hälsa.
Han var igen senator 1815-1818, det sista året ordförande i senatens finansutskott. Han var USA:s minister i Tsarryssland 1818-1821.
Han dog i 79-årsåldern och hans grav finns på Nashville City Cemetery.